# Luther (песня)
«Luther» — песня американского рэпера Кендрика Ламара и певицы SZA. Она была выпущена в качестве третьего сингла из шестого студийного альбома Ламара GNX 25 ноября 2024 года с помощью лейблов PgLang и Interscope Records. Песню написали Кендрик Ламар Дакворт, Солана Роу, Атия Боггс, Сэмюэл Дью и Марвин Гэй, а продюсированием занимались Sounwave, Джек Антонофф, Bridgeway, Камаси Вашингтон, M-Tech и Rose Lilah.
Современная R&B и хип-хоп баллада о любви с влиянием R&B и фристайла 1980-х, «Luther» включает в себя вокальные гармонии Ламара и SZA на фоне барабанов драм-машины 808, хай-хэтов и оркестровой аранжировки. В тексте песни говорится о воображении лучшего будущего для своих любимых.
Музыкальные критики похвалили «Luther» за вокальную химию между Ламаром и SZA; многие отзывы отметили «Luther» как нежный и проникновенный трек по сравнению с другими хвастливыми песнями GNX. Сингл занял первое место в Новой Зеландии, Филиппинах, Сингапуре и США, третье место в чарте Billboard Global 200 и вошел в первую пятерку чартов в Австралии, Канаде, Малайзии, Литве, Португалии, Южной Африке и Великобритании. Ламар и SZA исполнили песню «Luther» вживую на во время перерыва (полутайм-шоу) Супербоула LIX 9 февраля 2025 года.

## Композиция
«Luther» — это «любовная баллада», акцентированная различными струнными секциями на фоне 808-битов и хай-хэтов. В ней использован сэмпл песни «If This World Were Mine» (1982), написанной Марвином Гэйем и исполненной Лютером Вандроссом и Шерил Линн, и с самого начала она построена на названии песни. Ламар в «монотонной» подаче начинает «историю любви», признаваясь в любви к главной героине, предположительно «секс-работнице» или неправильно понятой «распутной женщине». SZA вступает во время припева, чтобы поразмышлять с точки зрения женщины, с которой Ламар познакомил слушателя ранее. Припев состоит из гармонизаций между Ламаром и SZA, при этом вокал последней более выделен и наложен поверх вокала Ламара.

## Отзывы
Автор New Musical Express Кьянн-Сиан Уильямс считает, что песня стала ещё одной демонстрацией «хит-парада» дуэта, и хвалит их «дебонэрский» подход к «традиционной любовной балладе». Линдси Золадз из The New York Times назвала «Luther» особенно «нежным моментом» и «трёхминутной паузой» в остальном хвастливом альбоме. Томаш Миер из Rolling Stone отметил, что Ламар «размял свои вокальные способности», прежде чем к нему присоединилась SZA.

## Награды и номинации
| Год  | Награда                         | Категория                    | Результат | Ссылка |
| ---- | ------------------------------- | ---------------------------- | --------- | ------ |
| 2025 | American Music Awards           | Collaboration of the Year    | Номинация | [ 7 ]  |
| 2025 | American Music Awards           | Favorite Hip-Hop Song        | Номинация | [ 7 ]  |
| 2025 | BET Awards                      | Viewer’s Choice Award        | Номинация | [ 8 ]  |
| 2025 | BET Awards                      | Best Collaboration           | Победа    | [ 8 ]  |
| 2025 | Nickelodeon Kids' Choice Awards | Favorite Music Collaboration | Победа    | [ 9 ]  |
| 2025 | MTV Video Music Awards          | Best Collaboration           | Ожидается | [ 10 ] |

## Коммерческий успех
В Новой Зеландии сингл «Luther» дебютировал на первом месте в Official Aotearoa Music Charts, став четвертым синглом Ламара номер один в этой стране и вторым в 2024 году. Ламар вошел в историю журнала Billboard 21 декабря 2024 года, заняв первое место в чарте Hot R&B/Hip-Hop Songs с песней «Luther», став первым артистом, которому удалось трижды подряд занять первое место без перерыва за всю историю журнала. В чарте от 1 марта 2025 года песня «Luther» заняла первое место в Billboard Hot 100, став шестым хитом номер один для Ламара и третьим для SZA.
В чарте 15 марта 2025 года сингл находился пятую неделю на первом месте и это также была пятая неделя, когда в топ-10 находились сразу пять песен Ламара, что стало третьим рекордным показателем в истории чарта. 15 марта песня «Luther» вторую неделю занимала первое место в чартах R&B/Hip-Hop Airplay и Adult R&B Airplay. Она стала первой песней в истории, возглавившей оба чарта — Adult R&B Airplay и Rap Airplay, возглавив последний две недели назад. Трек также занял первое место в рейтингах Mainstream R&B/Hip-Hop Airplay и Rhythmic Airplay.
Песня к 3 мая провела десять недель подряд на вершине чарта, став самым продолжительным чарт-топпером Ламара и SZA.
13 недель на вершине Hot 100
Песня пробыла 13 недель на вершине Hot 100. В чарте от 7 июня «Luther» добавляет рекордную 23-ю неделю на первом месте в обоих мультиметрических чартах Hot R&B/Hip-Hop Songs и Hot Rap Songs, превзойдя песню Ламара «Not Like Us» (в 2024—2525 годах) по продолжительности пребывания на вершине Hot R&B/Hip-Hop Songs (начиная с октября 1958 года, когда чарт стал всеобъемлющим рейтингом песен этого жанра). SZA, тем временем, занимает третье место с 21 неделей на вершине Hot R&B/Hip-Hop Songs с «Kill Bill» в 2022-23 годах.

## Музыкальное видео
Музыкальное видео режиссёра Karena Evans на песню было выпущено 11 апреля 2025 года It stars both Kendrick Lamar and SZA, along with Nigerian-American musician, visual artist and model Annahstasia Enuke playing Lamar’s love interest, while model Geron McKinley plays SZA’s respective love interest..

## Чарты
| Чарт (2024—2025)                       | Высшая позиция |
| -------------------------------------- | -------------- |
| Австралия (ARIA)                       | 2              |
| Австралия Hip Hop/R&B (ARIA)           | 1              |
| Австрия (Ö3 Austria Top 40)            | 22             |
| Бельгия/Фландрия (Ultratop 50)         | 48             |
| Бельгия/Валлония (Ultratop 50)         | 42             |
| Канада (Billboard Canadian Hot 100)    | 2              |
| СНГ (TopHit)                           | 29             |
| Дания (Tracklisten)                    | 17             |
| Германия (GfK)                         | 24             |
| Мир (Billboard Global 200)             | 3              |
| Ирландия (IRMA)                        | 7              |
| Италия (FIMI)                          | 67             |
| Литва (AGATA)                          | 5              |
| Нидерланды (Single Top 100)            | 17             |
| Новая Зеландия (Recorded Music NZ)     | 1              |
| Норвегия (VG-lista)                    | 22             |
| ЮАР (TOSAC)                            | 1              |
| Швеция (Sverigetopplistan)             | 21             |
| Швейцария (Schweizer Hitparade)        | 16             |
| Великобритания (OCC UK Singles)        | 4              |
| Великобритания (OCC UK Hip Hop/R&B)    | 1              |
| США (Billboard Hot 100) ·              | 1              |
| США (Billboard Hot R&B/Hip-Hop Songs)  | 1              |
| США (Billboard Adult Pop Airplay)      | 27             |
| США (Billboard Dance/Mix Show Airplay) | 28             |
| США (Billboard Hot R&B/Hip-Hop Songs)  | 1              |
| США (Billboard Pop Airplay)            | 1              |
| США (Billboard R&B/Hip-Hop Airplay)    | 1              |
| США (Billboard Rhythmic)               | 1              |

## Сертификации
| Регион | Сертификация  | Продажи   |
| --- | ------------- | --------- |
| Бельгия (BEA) | Золотой       | 20 000    |
| Бразилия (ABPD) | Золотой       | 20 000    |
| Франция (SNEP) | Золотой       | 100 000   |
| Новая Зеландия (RMNZ) | 2× Платиновый | 60 000    |
| Португалия (AFP) | 2× Платиновый | 20 000    |
| Великобритания (BPI) | Золотой       | 400 000   |
| Стриминг |               |           |
| Греция (IFPI Greece) | Золотой       | 1 000 000 |
| Данные о продажах + прослушиваниях приведены только на основе сертификации. · Данные только о прослушиваниях приведены на основе сертификации. |               |           |

### Комментарии
1. ↑  Ламар в чарте от 15 марта 2025 года проводил пятую неделю, в течение которой в топ-5 Billboard Hot 100 одновременно попадают не менее трех песен, впервые он добился такой тройки в декабре 2024 года. Он занимает третье место по количеству таких результатов. Наибольшее количество недель с 3 и более песнями в топ-5 Hot 100:

8 недель, The Beatles, в 1964 году

6 недель, Дрейк, 2018-23

5 недель, Джастин Бибер, 2015-16

5 недель, Кендрик Ламар, 2024-25

3 недель, Тейлор Свифт, 2022-24

2 недели, 50 Cent, 2005

2 недели, Сабрина Карпентер, 2024

1 неделя, 21 Сэвидж, 2022

1 неделя, Ариана Гранде, 2019[13].